# Elecciones provinciales de Buenos Aires de 1929
Las elecciones generales de la provincia de Buenos Aires de 1929 tuvieron lugar el 1 de diciembre con el objetivo de elegir al Gobernador y Vicegobernador para el período 1930-1934. Fueron los últimos comicios provinciales de Buenos Aires antes del golpe de Estado de 1930 que derrocó a Hipólito Yrigoyen e instauró la primera dictadura militar de facto de la historia argentina, dirigida por José Félix Uriburu.
Al igual que en todas las elecciones desde 1918, la oficialista Unión Cívica Radical (UCR) obtuvo una amplia victoria con el 55% de los votos y 64 de los 114 miembros del Colegio Electoral, siendo elegido su candidato Nereo Crovetto. En segundo lugar quedó Antonio Santamarina, del Partido Conservador, con el 38% de los votos válidos y 44 electores, y en último lugar Nicolás Repetto, del Partido Socialista, con el 6%. El resto de los votos fueron blancos o nulos, y la participación rondó el 59%, un notorio crecimiento con respecto a los anteriores comicios, en los que solo votó el 27.48%.
Crovetto fue juramentado el 1 de mayo, pero solo alcanzó a gobernar unos meses, pues fue depuesto el 6 de septiembre de 1930, al realizarse el golpe de Estado.

## Resultados
| Fórmula             | Fórmula           | Partido         | Partido              | Votos   | %     | Electores |
| Gobernador          | Vicegobernador    | Partido         | Partido              | Votos   | %     | Electores |
| ------------------- | ----------------- | --------------- | -------------------- | ------- | ----- | --------- |
| Nereo Crovetto      | Juan Garralda     |                 | Unión Cívica Radical | 178.701 | 55,00 | 64/114    |
| Antonio Santamarina | Edgardo J. Míguez |                 | Partido Conservador  | 125.295 | 38,56 | 44/114    |
| Nicolás Repetto     | José Lemos        |                 | Partido Socialista   | 20.901  | 6,43  | 6/114     |
|                     |                   |                 | L. Prop.             | 2       | 0,00  |           |
| Votos positivos     | Votos positivos   | Votos positivos | Votos positivos      | 324.899 | 97,54 |           |
| Votos en blanco     | Votos en blanco   | Votos en blanco | Votos en blanco      | 7.997   | 2,40  |           |
| Votos nulos         | Votos nulos       | Votos nulos     | Votos nulos          | 214     | 0,06  |           |
| Total de votos      | Total de votos    | Total de votos  | Total de votos       | 333.110 | 100   |           |

### Resultados por Secciones Electorales

Secciones electorales de Buenos Aires:
1º Sección
2º Sección
3º Sección
4º Sección
5º Sección
6º Sección

| 1ª Sección Electoral 20 Electores | 1ª Sección Electoral 20 Electores | 1ª Sección Electoral 20 Electores | 1ª Sección Electoral 20 Electores | 1ª Sección Electoral 20 Electores | 1ª Sección Electoral 20 Electores |
| Partido                           | Partido                           | Votos                             | %                                 | Bancas                            | Electos |
| --------------------------------- | --------------------------------- | --------------------------------- | --------------------------------- | --------------------------------- | --- |
|                                   | Unión Cívica Radical              | 26.887                            | 53,86                             | 11/20                             | Ver electos: - R. Salvador Lagomarsino - Benjamín Fernández - A. Bartolomé Dellepiane - Juan B. Anchordoqui - Miguel I. Goitia - Juan S. Guidobono - Jacinto J. Pineda - José Lois - Antonio Matranca - Pedro Iribarne - Marcos Elizondo        |
|                                   | Partido Conservador               | 19.477                            | 39,02                             | 8/20                              | Ver electos: - Enrique Burone Risso - Pedro Arozarena - Daniel Brunati - Roberto Uzal - Oscar Romero - Manuel A. Fresco - Miguel Talento Amato - Héctor J. D'Agnilo                                                                             |
|                                   | Partido Socialista                | 3.556                             | 7,12                              | 1/20                              | - Manuel V. Besasso |
| Votos positivos                   | Votos positivos                   | 49.920                            | 97,89                             |                                   | |
| Votos en blanco                   | Votos en blanco                   | 1.036                             | 2,03                              |                                   | |
| Votos nulos                       | Votos nulos                       | 42                                | 0,08                              |                                   | |
| Total de votos                    | Total de votos                    | 50.998                            | 100                               |                                   | |
| 2ª Sección Electoral 19 Electores |                                   |                                   |                                   |                                   | |
| Partido                           | Partido                           | Votos                             | %                                 | Bancas                            | Electos |
|                                   | Unión Cívica Radical              | 18.103                            | 56,48                             | 11/19                             | Ver electos: Natalio D. Burlando Ángel M. Godoy Juan A. Mármol Tomás Capdevila Enrique Bassi Juan L. Barbich Pascual Pelliciotta Antonio C. Turilli Eduardo F. Migliaro Primitivo L. Forno Severo Fernández                                     |
|                                   | Partido Conservador               | 12.118                            | 37,81                             | 7/19                              | Ver electos: - Miguel V. Dávila - Dámaso Valdez - Felipe M. Llamosas - Eduardo Mamerto Gaynor - Máximo García - Santiago V. Garayo - Enrique A. Díaz                                                                                            |
|                                   | Partido Socialista                | 1.830                             | 5,71                              | 1/19                              | - Rogelio L. Ameri |
| Votos positivos                   | Votos positivos                   | 32.051                            | 98,03                             |                                   | |
| Votos en blanco                   | Votos en blanco                   | 620                               | 1,90                              |                                   | |
| Votos nulos                       | Votos nulos                       | 25                                | 0,08                              |                                   | |
| Total de votos                    | Total de votos                    | 32.696                            | 100                               |                                   | |
| 3ª Sección Electoral 18 Electores |                                   |                                   |                                   |                                   | |
| Partido                           | Partido                           | Votos                             | %                                 | Bancas                            | Electos |
|                                   | Unión Cívica Radical              | 37.462                            | 50,53                             | 9/18                              | Ver electos: - Emir Mercader - Ignacio Eraso - Luis N. Miccio - Manuel Fraga - Juan J. Mata - Justiniano L. Costa - Domingo Alcuaz - Carlos Francisco Biocca - Antonio Cervetti                                                                 |
|                                   | Partido Conservador               | 30.538                            | 41,19                             | 7/18                              | Ver electos: - Raúl Díaz - Emilio Díaz Araño - Luis María Berro - Ismael Erriest - Manuel M. Álvarez - Tomás Sarracino - Ulises Villalobo |
|                                   | Partido Socialista                | 6.141                             | 8,28                              | 2/18                              | - Juan Antonio Solari - Eugenio A. Becerra (h) |
|                                   | L. Prop.                          | 2                                 | 0,00                              |                                   | |
| Votos positivos                   | Votos positivos                   | 74.143                            | 95,71                             |                                   | |
| Votos en blanco                   | Votos en blanco                   | 3.264                             | 4,21                              |                                   | |
| Votos nulos                       | Votos nulos                       | 56                                | 0,07                              |                                   | |
| Total de votos                    | Total de votos                    | 77.463                            | 100                               |                                   | |
| 4ª Sección Electoral 20 Electores |                                   |                                   |                                   |                                   | |
| Partido                           | Partido                           | Votos                             | %                                 | Bancas                            | Electos |
|                                   | Unión Cívica Radical              | 42.420                            | 58,13                             | 12/20                             | Ver electos: - Agustín Cuzzani (h) - Guillermo Anderson - Alfredo A. Gandini - Jorge Morgan - Eduardo Morgan - Salvador Suárez - Juan Carlos Santa María - Ramón Jorge - Domingo La Río - Adán Méndez - Isaac F. Unanue - Sebastián M. Berrondo |
|                                   | Partido Conservador               | 27.010                            | 37,01                             | 8/20                              | Ver electos: - Pablo González Escarrá - José F. Barrera - Ramón Frene - Carlos M. Espil - Julio Alberto Naón - José Fernando Peláez - Angol Chiappesoni - Antonio H. Perkins                                                                    |
|                                   | Partido Socialista                | 3.544                             | 4,86                              |                                   | |
| Votos positivos                   | Votos positivos                   | 72.974                            | 98,15                             |                                   | |
| Votos en blanco                   | Votos en blanco                   | 1.331                             | 1,79                              |                                   | |
| Votos nulos                       | Votos nulos                       | 42                                | 0,06                              |                                   | |
| Total de votos                    | Total de votos                    | 74.347                            | 100                               |                                   | |
| 5ª Sección Electoral 18 Electores |                                   |                                   |                                   |                                   | |
| Partido                           | Partido                           | Votos                             | %                                 | Bancas                            | Electos |
|                                   | Unión Cívica Radical              | 18.958                            | 60,06                             | 11/18                             | Ver electos: - Gregorio L. Motti - Alberto Weiss - Horacio Emparanza - José D. Lescano - Luciano Hours - Máximo Canale - Tránsito Orlando - Federico Gándara - Antonio Pecotche - Isidro de Armentia - Alejo Lechardoy                          |
|                                   | Partido Conservador               | 12.074                            | 38,25                             | 7/18                              | Ver electos: - Esteban Facio - Daniel Videla Dorna - Adolfo Gilardoni - Honorio Belderrain - Diógenes Gotuzzo - J. Ventura Arrué - Horacio Rodríguez Egaña                                                                                      |
|                                   | Partido Socialista                | 534                               | 1,69                              |                                   | |
| Votos positivos                   | Votos positivos                   | 31.566                            | 98,45                             |                                   | |
| Votos en blanco                   | Votos en blanco                   | 484                               | 1,51                              |                                   | |
| Votos nulos                       | Votos nulos                       | 13                                | 0,04                              |                                   | |
| Total de votos                    | Total de votos                    | 32.063                            | 100                               |                                   | |
| 6ª Sección Electoral 19 Electores |                                   |                                   |                                   |                                   | |
| Partido                           | Partido                           | Votos                             | %                                 | Bancas                            | Electos |
|                                   | Unión Cívica Radical              | 34.871                            | 54,28                             | 10/19                             | Ver electos: - Eduardo González - Ricardo A. Durañona - Esteban Maritorena - Pedro O. González - Vicente Ripodas - José Balestra - Rómulo Rosso - Emilio Castro - Rodolfo Aramburo - Valerio Gaztambide                                         |
|                                   | Partido Conservador               | 24.078                            | 37,48                             | 7/19                              | Ver electos: - Daniel Amadeo y Videla - Alfredo Baca Kuhr - Francisco Cervini - Urbano Predere - José Solari - Rafael Armentano - Felipe Alonso                                                                                                 |
|                                   | Partido Socialista                | 5.296                             | 8,24                              | 2/19                              | - Teodoro Bronzini - Julio C. Martella |
| Votos positivos                   | Votos positivos                   | 64.245                            | 98,02                             |                                   | |
| Votos en blanco                   | Votos en blanco                   | 1.262                             | 1,93                              |                                   | |
| Votos nulos                       | Votos nulos                       | 36                                | 0,05                              |                                   | |
| Total de votos                    | Total de votos                    | 65.543                            | 100                               |                                   | |